# Dragan Čović
Dragan Čović (pronuncia [drǎɡan t͡ʃǒːʋit͡ɕ]; Mostar, 20 agosto 1956) è un politico bosniaco, membro croato della presidenza della Bosnia ed Erzegovina dal 17 novembre 2014 al 20 novembre 2018..

## Biografia
Čović è nato a Mostar nel 1956, all'epoca in Jugoslavia, dove ha frequentato gli studi fino al conseguimento della laurea in ingegneria meccanica presso l'università di Mostar nel 1979. Nel 1980 fu assunto alla SOKO, un'azienda aeronautica con sede a Mostar, dove lavorò prima nei settori di tecnologia e controllo poi, dal 1986 al 1992, in diversi ambiti dirigenziali, ricoprendo anche la carica di direttore di produzione e vice presidente per l'industrializzazione. Nel frattempo conseguì la laurea magistrale presso la facoltà di ingegneria dell'università di Mostar nel 1989 e seguì gli studi di gestione aziendale alla facoltà di economia presso l'università di Sarajevo.
Tra il 1992 e il 1998 fu direttore generale della SOKO. Nel 1996 conseguì un dottorato di ricerca presso l'università di Mostar.
Dal 1994 al 1996 lavorò come assistente in materia di economia ed organizzazione della produzione presso la facoltà di ingegneria a Mostar, in seguito al quale fu nominato professore di sviluppo dei sistemi produttivi. Quattro anni più tardi fu nominato professore associato e nel 2004 professore ordinario. A partire dal 2002 è professore alla facoltà di economia di Mostar, inoltre insegna in diversi corsi post-universitari e dal 2007 è professore presso la facoltà di filosofia di Mostar.

### Carriera politica
Nel 1994 Čović aderì al partito conservatore Unione Democratica Croata di Bosnia ed Erzegovina (HDZ). Due anni dopo divenne membro del comitato cantonale dell'HDZ e nel 1997 divenne presidente del comitato cittadino dell'HDZ a Mostar. Nel 1998 divenne vice presidente e nel 2005 presidente dell'HDZ.
Dal 1998 al 2001 Čović fu vice primo ministro e ministro delle finanze del Governo della Federazione di Bosnia ed Erzegovina.
Alle elezioni generali del 2002 fu eletto membro della Presidenza della Bosnia ed Erzegovina con 114 606 voti. Detenne la carica per meno di tre anni, fino al 9 maggio 2005, quando fu rimosso dalla sua posizione dall'alto rappresentante per la Bosnia ed Erzegovina, Paddy Ashdown, in seguito alla richiesta di rinvio a giudizio da parte del tribunale della Bosnia ed Erzegovina per abuso di potere e abuso d'ufficio.
Nel novembre 2006 Čović fu condannato a 5 anni di reclusione, in seguito al rinvio a giudizio per aver favorito una frode fiscale a favore della società dei fratelli Lijanović, attiva nel settore della produzione di carne. A giugno tuttavia Čović ricorse in appello venendo prosciolto dall'accusa per incompetenza del tribunale della Bosnia ed Erzegovina. Nel 2009 venne accusato nuovamente, questa volta per appropriazione indebita di una somma pari a 7,8 milioni di marchi bosniaci per l'acquisto di abitazioni a favore di 64 funzionari delle istituzioni della Federazione; nell'aprile 2010 venne prosciolto dall'accusa. Il 14 maggio 2010 fu accusato per la terza volta, questa volta dal tribunale del cantone dell'Erzegovina-Narenta, per abuso di potere e abuso d'ufficio insieme ad altre 6 persone. L'accusa riteneva che Čović e altri dirigenti delle Poste e Telecomunicazioni Croate (HPT) avessero trasferito un debito pari a 4,7 milioni di marchi bosniaci detenuto dall'inesistente ministero della difesa del consiglio di difesa croato a tre società private. Con il trasferimento dei debiti le tre società divennero proprietarie di partecipazioni nella Eronet, la più profittevole delle società controllate dalla HPT; all'epoca Čović era il ministro delle finanze, nonché presidente dello steering committee della HPT. Il tribunale del cantone dell'Erzegovina-Narenta chiese che il caso fosse trasferito al tribunale della Bosnia ed Erzegovina, ma la corte suprema respinse la richiesta. Nel maggio 2012 Čović fu assolto dall'accusa.
Nel maggio del 2011 venne eletto membro della Camera dei popoli della Bosnia ed Erzegovina, di cui assunse la presidenza nel febbraio del 2012.
Alle elezioni generali del 2014 fu nuovamente eletto membro della Presidenza della Bosnia ed Erzegovina. In questa veste ha assunto la carica di presidente di turno per due volte: dal 17 luglio 2015 al 17 marzo 2016, e attualmente dal 17 luglio 2017.